# Menara
Menara (hebr. מנרה; ang. Manara, jest także stosowana nazwa Mennara) – kibuc położony w Samorządzie Regionu Ha-Galil ha-Eljon, w Dystrykcie Północnym, w Izraelu. Członek Ruchu Kibuców (Ha-Tenu’a ha-Kibbucit).

## Położenie
Kibuc jest położony w Górnej Galilei, na granicy z Libanem. Leży w Górach Naftali na szczycie stromego wzgórzu o wysokości 837 metrów n.p.m., położonym na wschodniej krawędzi płaskowyżu górującego od zachodu nad Doliną Hula. W jego otoczeniu znajduje się miasto Kirjat Szemona, kibuce Ne’ot Mordechaj i Jiftach, oraz moszaw Margalijjot. Po libańskiej stronie granicy znajdują się wioski Majs al-Dżabal, Kalaat Debba i Hula. W rejonie kibucu rozlokowanych jest kilkanaście posterunków Sił Obronnych Izraela, a po stronie libańskiej jest wojskowa baza Hula należąca do międzynarodowych sił UNIFIL.

## Demografia
Liczba mieszkańców Menary:

## Historia
Pierwotnie w miejscu tym znajdowała się arabska wioska al-Manara, która została zniszczona i wysiedlona podczas wojny domowej w Mandacie Palestyny w 1948 roku. Wcześniej, bo już w 1942 roku, Żydowski Fundusz Narodowy kupił od arabskich mieszkańców około 93,5 hektarów ziemi. Dokładna data wysiedlenia wioski al-Manara nie jest znana. Współczesny kibuc został założony w styczniu 1943 roku przez grupę żydowskich imigrantów z Polski i Niemiec, członków młodzieżowego ruchu syjonistycznego HaNoar HaOved VeHaLomed. Pierwotnie nazywał się on Ramim (hebr. רמים). W 1964 roku zmieniono nazwę na obecną. Mieszkańcy kibucu żyli w bardzo trudnych warunkach. Ziemie były skaliste i nieurodzajne. Brakowało źródeł wody, a całą woda pochodziła z cystern na deszczówkę. W 1944 wybudowano pierwszy dom. Podczas I wojny izraelsko-arabskiej kibuc był przez pewien czas odcięty od reszty społeczności żydowskiej i jego mieszkańcy odparli kilka arabskich ataków. W okresie tym ewakuowano stąd dzieci i kobiety. Do Manary można było dojechać jedynie drogą z kibucu Kefar Giladi, a i ta droga była przerwana w arabskiej wiosce Hunin. Wioska została silnie ufortyfikowana i stanowiła część pierścienia granicznych fortyfikacji al-Nabi Jusza-Jiftach-Menara-Misgaw Am, który miał chronić Górną Galileę przed oderwaniem od Izraela. W nocy z 21 na 22 października siły Arabskiej Armii Wyzwoleńczej zajęły ufortyfikowane pozycje obronne na pobliskiej górze Har Szina’an (wysokość 902 metrów n.p.m.). W odpowiedzi Izraelczycy przeprowadzili operację „Ja’el” (22-23 października), która zakończyła się niepowodzeniem. Kilka dni później przeprowadzili operację „Hiram”, podczas której zajęli całą Galileę.
Pierwsze lata po wojnie były niezwykle trudne dla mieszkańców Menary. Dopiero w 1953 roku wybudowano wodociąg z Kirjat Szemona. Bezpośrednie sąsiedztwo granicy libańskiej i górzysta okolica spowodowały, że kibuc prawie nie posiadał gruntów ornych. Z tego powodu zakupiono ziemię w położonej poniżej dolinie. Kibuc był wielokrotnie ostrzeliwany i atakowany przez terrorystów przenikających przez granicę z terytorium Libanu. W dniu 14 czerwca 1968 roku rzucony granat spowodował duży pożar, od którego spłonął prawie cały kibuc. W kwietniu 1981 roku grupa palestyńskich terrorystów usiłowała przedostać się przez granicę w balonie, i zostali zestrzeleni przy kibucu Menara. Pod koniec lat 80. XX wieku kibuc znalazł się w kryzysie ekonomicznym. Zmusiło to jego mieszkańców do przeprowadzenia restrukturyzacji i częściowej prywatyzacji. Kiedy w 2000 roku izraelska armia wycofała się ze strefy bezpieczeństwa w południowym Libanie, sytuacja w rejonie Menary znacznie się pogorszyła. Podczas II wojny libańskiej w 2006 roku kibuc ucierpiał od ostrzału rakietowego Hezbollahu. Ze względów bezpieczeństwa zrezygnowano z rozbudowy kibucu o kolejnych 80 domów. W kibucu istnieją specjalne zarządzenia bezpieczeństwa, nakazujące wszystkim schronienie się w schronach po ogłoszeniu alarmu lub po pierwszej salwie nieprzyjacielskiego ostrzału.

## Kultura i sport

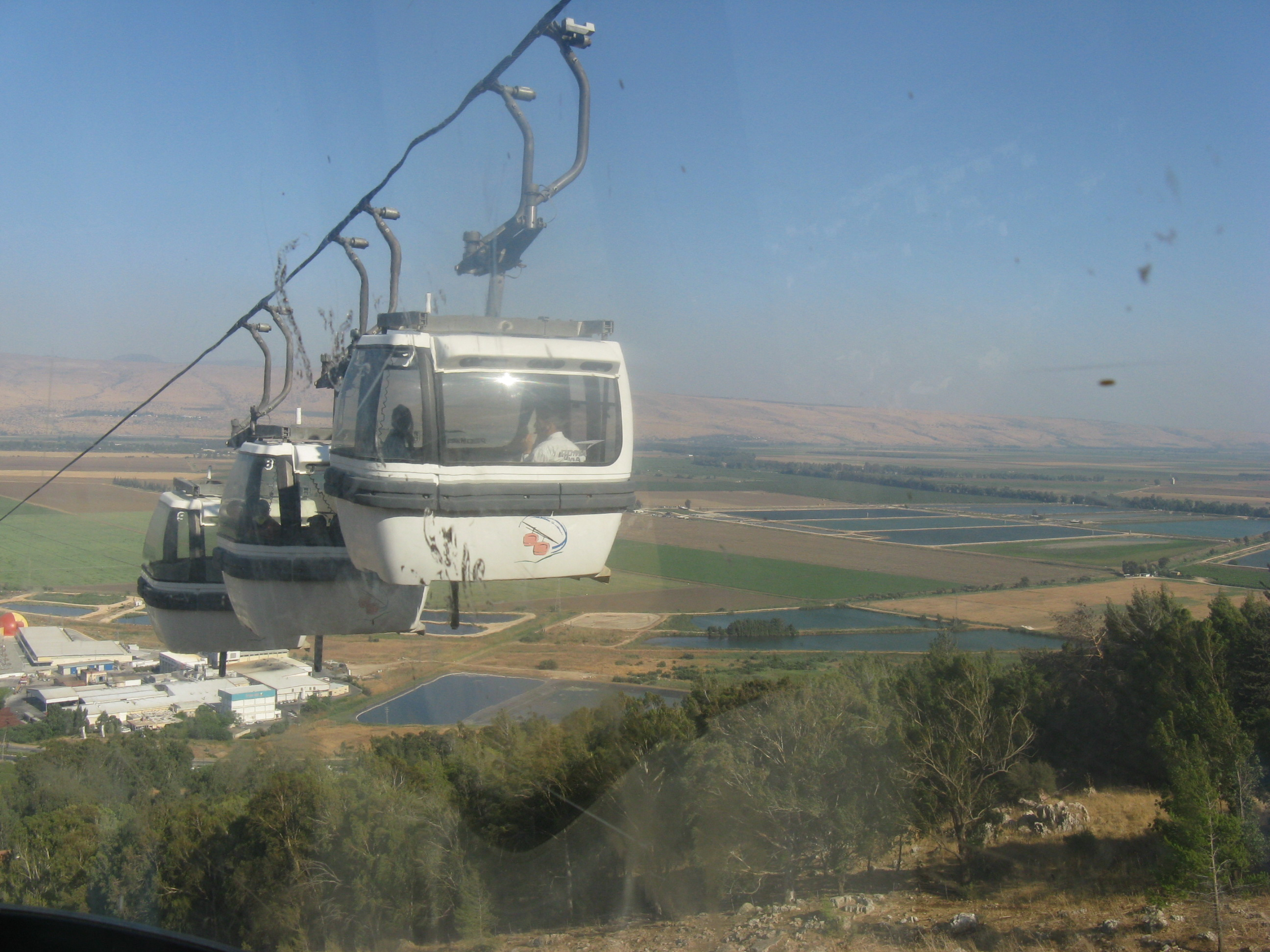
Kolej gondolowa do kibucu Menara

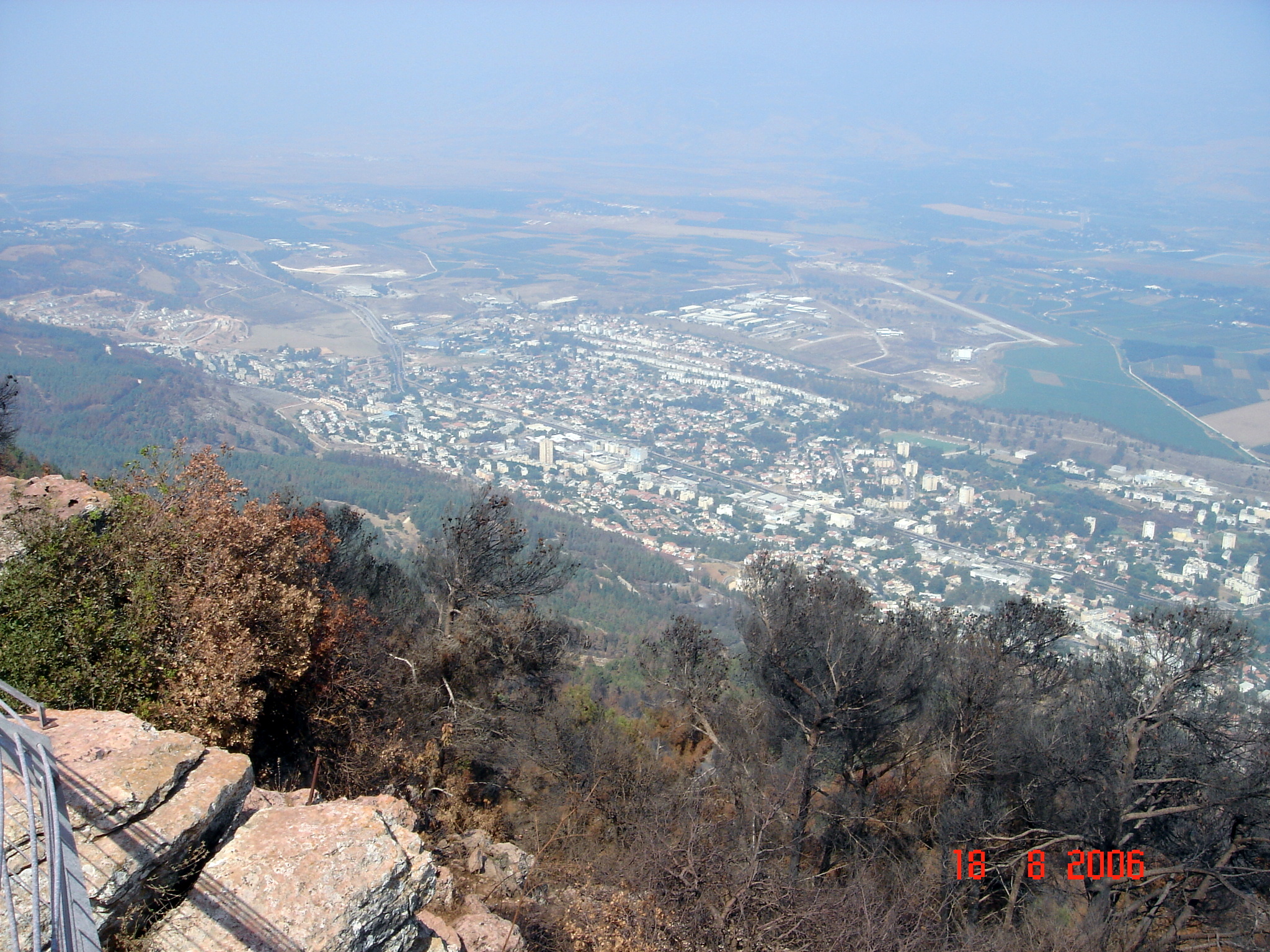
Widok z kibucu Menara na miasto Kirjat Szemona

W kibucu znajduje się ośrodek kultury z biblioteką. W 1989 w pierwszym domu wybudowanym w kibucu utworzono archiwum z izbą pamięci. W jego dwóch pokojach przechowywane są dawne narzędzia pracy oraz sprzęt wykrozystywany w pierwszych latach istnienia osiedla. Z obiektów sportowych jest basen kąpielowy z pełnym zapleczem sportowym.

## Edukacja
Kibuc utrzymuje przedszkole. Starsze dzieci są dowożone do szkoły podstawowej w kibucu Kefar Giladi.

## Turystyka
Menara z racji swojego położenia jest atrakcyjnym punktem turystycznym w Górnej Galilei. Rozciąga się stąd widok na całą Dolinę Hula i położone naprzeciwko Wzgórza Golan. Aby wykorzystać walory turystyczne osady, wybudowano kolej gondolową (różnica wysokości 750 metrów). Podczas wojny libańskiej w 2006 kolejka została uszkodzona przez wybuch jednej z rakiet. Ponowne otwarcie wyciągu po ukończeniu remontu nastąpiło w marcu 2007.

## Gospodarka
Gospodarka kibucu opiera się na rolnictwie i sadownictwie. Sady owocowe zajmują powierzchnię 945 hektarów, na których hodowane są winorośla, jabłonie, brzoskwinie, morele, wiśnie i inne. W 2002 w kibucu uruchomiono nowy nowoczesny kurnik, w którym na powierzchni 8 hektraów hoduje się drób. Uprawy polowe znajdują się w Dolinie Hula i zajmują powierzchnię około 2 500 hektarów, na których uprawia się bawełnę, kukurydzę, pomidory, słonecznik, fasolę, cebulę, ziemniaki, arbuzy, orzeszki ziemne i inne warzywa. Całość upraw jest nawadniana. W osadzie jest zakład produkujący elektroniczne panele sterownicze dla potrzeb przemysłu i wojska. Źródłem dodatkowych dochodów jest turystyka. Działa tutaj lokalne przedsiębiorstwo turystyczne Manara, oferujące różnorodne formy rekreacji.

## Infrastruktura
W kibucu jest przychodnia zdrowia, gabinet stomatologiczny, sklep wielobranżowy i warsztat mechaniczny.

## Komunikacja
Przez kibuc przebiega droga nr 886, która jest wykorzystywana przez Siły Obronne Izraela do patrolowania granicy. Jadąc tą drogą na północ dojeżdża się do moszawu Margalijjot, lub jadąc na południe dojeżdża się do kibucu Jiftach i skrzyżowania z drogą nr 889, którą zjeżdża się z klifu do Doliny Hula i drogi ekspresowej nr 90.